# 고범준
고범준(1974년 3월 30일 ~ )은 음악 그룹 뜨거운 감자의 구성원이다. 현재 소속사는 디컴퍼니이다.

## 생애
서울예술전문대학 실용음악학과를 졸업한 그는 1994년 언더그라운드 라이브 클럽에서 록 가수 겸 베이스 기타리스트 첫 데뷔하였고 2000년 록 음악 그룹 뜨거운 감자의 베이스 기타 연주자로 정식 데뷔하였다.